# Canada Gazette

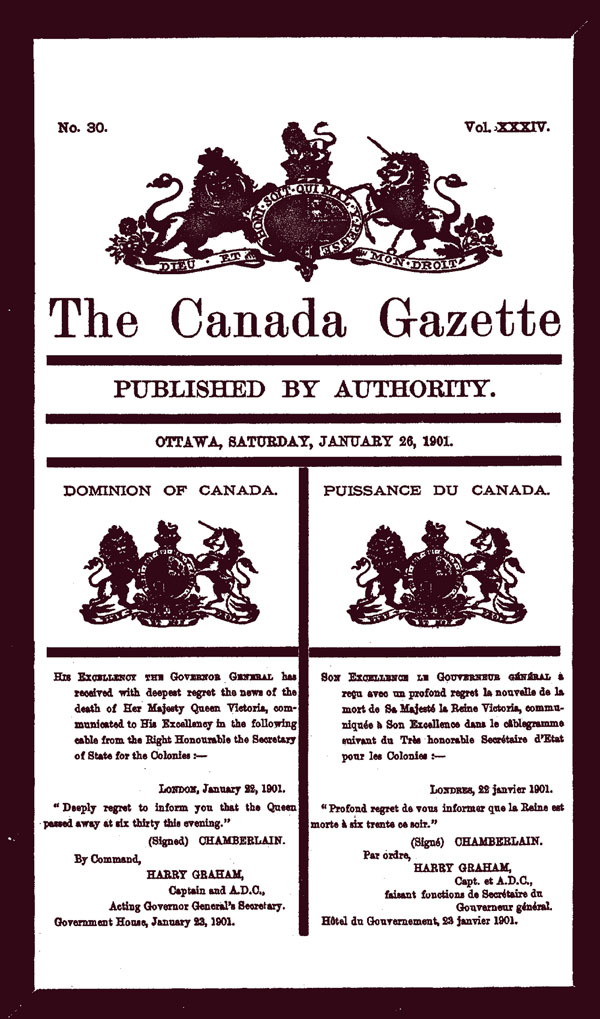
Canada Gazette, numero del 26 gennaio 1901

La Canada Gazette è la Gazzetta ufficiale del Governo del Canada, il primo numero risale al 2 ottobre 1841.
La gazetta ha iniziato le pubblicazioni prima del processo della Confederazione canadese (1867).